# American Accounting Association
Die American Accounting Association, häufig mit AAA abgekürzt, ist eine US-amerikanische Organisation, die sich der Erforschung und Förderung der Unternehmensrechnung verschrieben hat.
Die AAA wurde 1916 als American Association of University Instructors in Accounting gegründet, seit 1936 trägt sie den heutigen Namen. Es gibt 17 Sektionen, die sich in verschiedenen Themen rund um Rechnungswesen und Buchführung vertiefen. Viele dieser Sektionen verfügen über eigene Publikationsmedien. Die Mitgliedschaft in der Organisation is freiwillig, als Mitglied hat man Zugriff auf diese Periodika.
Die AAA wird von einem zwölf Personen umfassenden Board of Directors angeführt. Aktueller Präsident ist Terry Shevlin von der University of California, Irvine.